# Loudetiopsis scaettae
Loudetiopsis scaettae är en gräsart som först beskrevs av Aimée Antoinette Camus, och fick sitt nu gällande namn av Clayton. Loudetiopsis scaettae ingår i släktet Loudetiopsis och familjen gräs. Inga underarter finns listade i Catalogue of Life.